# Finale de la Coupe Stanley 1925
Année précédente Année suivante
Les séries éliminatoires de la Coupe Stanley 1925 font suite aux saisons 1924-1925 de la Ligue nationale de hockey et de la Western Canada Hockey League (souvent désignées par les sigles LNH et WCHL). À la fin de la saison la meilleure équipe de la LNH, les Tigers de Hamilton, devait jouer contre le gagnant d'une série de deux matchs au total des buts entre les deux équipes qui finirent au deuxième et troisième rang, les St-Patricks de Toronto et les Canadiens de Montréal. Mais Hamilton refusa de se conformer à cette nouvelle formule, exigeant une compensation. Donc, Toronto et Montréal disputèrent leur série de deux matchs au total des buts et Montréal étant le gagnant, avec 5 buts à 2, devient l'équipe championne de la LNH et affronta l'équipe championne de la WCHL, les Cougars de Victoria dans une finale de la Coupe Stanley au meilleur des cinq matchs, qui fut remportée par Victoria 3 matchs à 1.

## Résultats des rencontres
| 21 mars | Victoria | 5-2 (2-0, 1-0, 2-2) | Montréal | Patrick Arena, Victoria |

| Feuille de match | Feuille de match | Feuille de match            | Feuille de match                                  | Feuille de match       |
| ---------------- | --- | --------------------------- | ------------------------------------------------- | ---------------------- |
|                  | Jack Walker — 3 min 50 s Halderson (Fredrickson) — 8 min 5 s Walker — 23 min 22 s Fraser (Fredrickson) — 43 min 22 s Fraser (Hart) — 51 min 44 s | 1-0 2-0 3-0 4-0 4-1 5-1 5-2 | Coutu (Morenz) — 51 min 14 s Morenz — 57 min 44 s | Arbitrage : Mickey Ion |
| Holmes           | Gardiens | Vézina                      |                                                   | Arbitrage : Mickey Ion |
|                  | |                             |                                                   | Arbitrage : Mickey Ion |
|                  | |                             |                                                   | Arbitrage : Mickey Ion |

| 23 mars | Victoria | 3-1 (2-0, 0-1, 1-0) | Montréal | Denman Arena, Vancouver |

| Feuille de match | Feuille de match                                                               | Feuille de match | Feuille de match     | Feuille de match       |
| ---------------- | ------------------------------------------------------------------------------ | ---------------- | -------------------- | ---------------------- |
|                  | Walker — 8 min 15 s Fredrickson (Halderson) — 15 min 40 s Walker — 48 min 52 s | 1-0 2-0 2-1 3-1  | Joliat — 21 min 18 s | Arbitrage : Mickey Ion |
| Holmes           | Gardiens                                                                       | Vézina           |                      | Arbitrage : Mickey Ion |
|                  |                                                                                |                  |                      | Arbitrage : Mickey Ion |
|                  |                                                                                |                  |                      | Arbitrage : Mickey Ion |

| 27 mars | Victoria | 2-4 (1-1, 0-0, 1-3) | Montréal | Patrick Arena, Victoria |

| Feuille de match | Feuille de match                    | Feuille de match        | Feuille de match                                                                   | Feuille de match       |
| ---------------- | ----------------------------------- | ----------------------- | ---------------------------------------------------------------------------------- | ---------------------- |
|                  | Anderson — 9 min Hart — 41 min 49 s | 0-1 1-1 2-1 2-2 2-3 2-4 | Morenz — 4 min 32 s Joliat — 45 min 50 s Morenz — 47 min 30 s Morenz — 58 min 52 s | Arbitrage : Mickey Ion |
| Holmes           | Gardiens                            | Vézina                  |                                                                                    | Arbitrage : Mickey Ion |
|                  |                                     |                         |                                                                                    | Arbitrage : Mickey Ion |
|                  |                                     |                         |                                                                                    | Arbitrage : Mickey Ion |

| 30 mars | Victoria | 6-1 (1-0, 3-1, 2-0) | Montréal | Patrick Arena, Victoria |

| Feuille de match | Feuille de match | Feuille de match            | Feuille de match      | Feuille de match       |
| ---------------- | --- | --------------------------- | --------------------- | ---------------------- |
|                  | Fredrickson — 5 min 5 s Hart — 21 min 35 s Halderson — 36 min 35 s Foyston Fredrickson — 47 min 5 s Loughlin — 56 min 31 s | 1-0 2-0 2-1 3-1 4-1 5-1 6-1 | Boucher — 31 min 38 s | Arbitrage : Mickey Ion |
| Holmes           | Gardiens | Vézina                      |                       | Arbitrage : Mickey Ion |
|                  | |                             |                       | Arbitrage : Mickey Ion |
|                  | |                             |                       | Arbitrage : Mickey Ion |

## Effectif champion
L'effectif des Cougars de Victoria sacré champion est le suivant  :
- Joueurs : Jocko Anderson, Wally Elmer, Frank Foyston, Gord Fraser, Frank Fredrickson, Haldor Halderson, Gizzy Hart, Hap Holmes, Clem Loughlin (capitaine), Harry Meeking, Jack Walker
- Directeur général et entraîneur : Lester Patrick